# Проти стіни (фільм)
Проти стіни (англ. Against the Wall) — американський фільм 1994 року, заснований на реальних подіях.

## Сюжет
1971 рік. У сумно звісній нью-йоркській в'язниці Аттика спалахує повстання ув'язнених, яке призвело до численних жертв серед ув'язнених і персоналу. Ця сувора, правдива історія розказана від імені одного з охоронців Майкла Сміта, взятого повсталими серед інших службовців в'язниці в заручники. Молодий хлопець протиставляє терору і залякуванню — гідність і мужність.

## У ролях
| Актор               | Роль                  |
| ------------------- | --------------------- |
| Кайл Маклаклен      | Майкл Сміт            |
| Семюел Л. Джексон   | Джеймал               |
| Кларенс Вільямс III | Чака                  |
| Фредерік Форрест    | Вейсбад               |
| Гаррі Дін Стентон   | Гел                   |
| Філіп Боско         | Освальд               |
| Том Бауер           | Ед                    |
| Енн Гейч            | Шарон                 |
| Кармен Ардженціано  | Манкузі               |
| Пітер Мернік        | Джесс                 |
| Стів Гарріс         | Сесіл                 |
| Девід Екройд        | Вільям Кантслер       |
| Марк Кабус          | Кен                   |
| Брюс Еверс          | Йейтс                 |
| Джої Андерсон       | місіс Вілліс          |
| Річард Коул         | перукар               |
| Бад Девіс           | Буд                   |
| Денні Дрю           | Карім                 |
| Джеффрі Бакнер Форд | Вілліс                |
| Деніс Форест        | Денні                 |
| Хуан Гарсія         | Нуньєс                |
| Аль Гаррісон        | спантеличений в'язень |
| Вінсент Гарріс      | Metal shop riotor     |
| Вінсент Генрі       | кореспондент 1        |
| Скотт Гіггінс       | кореспондент 2        |
| Ренд Гопкінс        | капітан               |
| Джеймс Мейберрі     | переляканий в'язень   |
| Джеймс «Сонні» Мур  | старий в'язень        |
| Денні Трехо         | Луїс                  |
| Барт Вайтман        | сержант               |
| Крейг Госкін        | пілот вертольота      |